# Homoki szemeslepke
A homoki szemeslepke (Hipparchia statilinus) a tarkalepkefélék családjába tartozó, Európában, Észak-Afrikában és Nyugat-Ázsiában elterjedt lepkefaj. 

## Megjelenése
A homoki szemeslepke szárnyfesztávolsága 5,0-6,0 cm. A szárnyak felső oldala sötétbarna, a nőstény esetében kissé világosabb, okkeresebb. A szárnyak szélén a szárny szélességének mintegy 40%-át kitevő halvány, sárgásbarna, zegzugos peremű sáv húzódik, ami a hátsó szárnyakon beleolvad az alapszínbe. Az elülső szárnyakon két-két fekete szemfolt látható; a hímeknél ezek kissé elmosódottak és vakok, a nőstényeknél kis fehér pupillája van. Közöttük két kis szabálytalan, fehér folt látszik. A hátsó szárnyak szélén, középtájt további egy kis szemfolt található, fehér pupillával és sárgás udvarral.  
Az elülső szárnyak fonákja világosabb barna, a csúcs fehéresen behintett, a széles sáv okkerszínű,  peremét vékony sötét sáv határolja. A két-két szemfolt nagyobb, mint a felső oldalon és udvara sárga; alsók szemfoltja hiányozhat. Akárcsak a szárny színén, közöttük itt is két kis fehér folt található. A hátsó szárnyak fonákja okkersárga és piszkosfehér sávokkal márványozott; a szemfoltot csak egy apró fekete pont helyettesíti a cu érközben. 
Változékonysága nem számottevő. 
Petéje krétafehér, hordó alakú, erős hosszanti bordákkal.
Hernyója agyagsárga, öt egyenlő szélességű sötétebb csíkkal, feje barna, vékony hosszanti csíkokkal, légzőnyílásai vörösek. 

### Hasonló fajok
A szürkeöves szemeslepke és a barna szemeslepke hasonlít hozzá.  

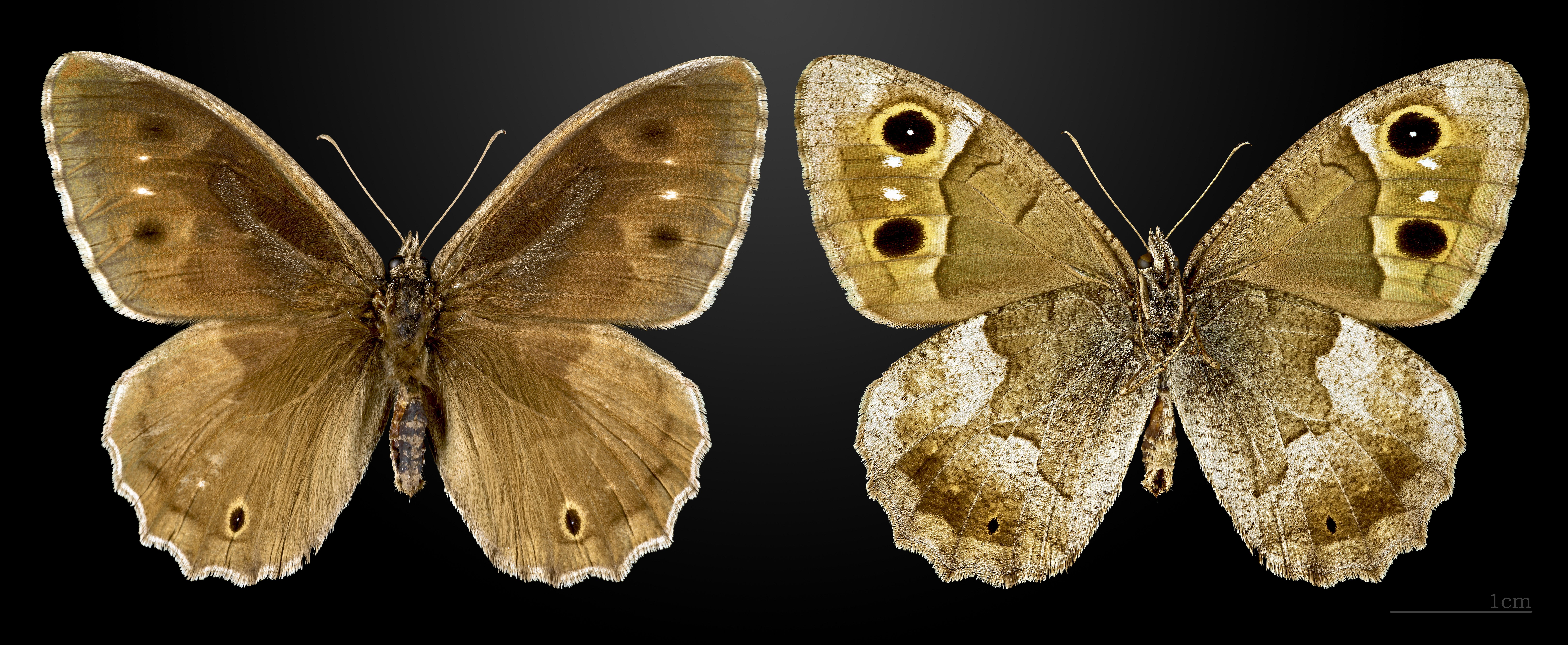
Hím
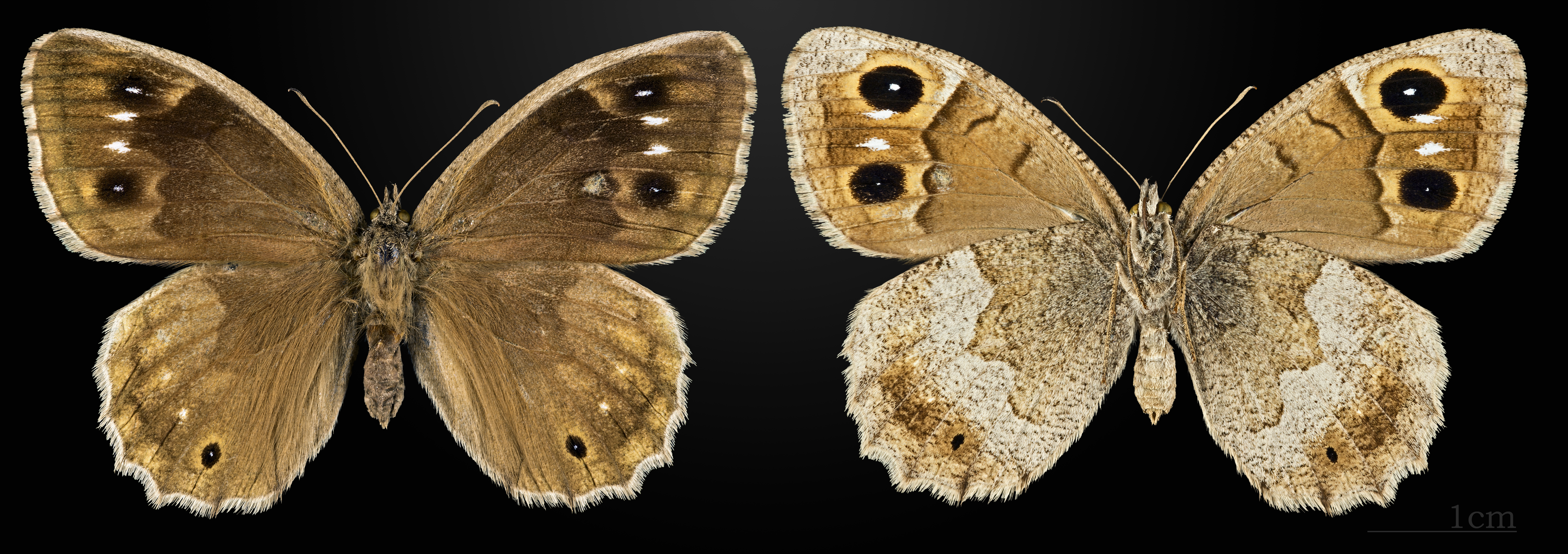
Nőstény

## Elterjedése
Európában (Skandinávia és a Brit-szigetek kivételével), Észak-Afrikában, Kis-ázsiában és a Kaukázusban honos. Magyarországon főleg a Kiskunság homokvidékein található meg, de előfordul a Gödöllői-dombságon, a Szentendrei-szigeten, a Mezőföldön és a Tápió-vidéken is. A Kisalföldről és a Szigetközből kipusztult. 

## Életmódja
Homokos, köves talajú száraz rétek, legelők, sztyepprétek lakója. 
Az imágó augusztustól októberig repül. A nőstény nyár végén, ősszel rakja a fűféle (Poaceae, pl. juhcsenkesz) tápnövény száraz leveleire a petéit, a talaj közelében. A hernyó fiatal, L1 állapotban áttelel és a következő évben nyár közepén bábozódik be. 
Magyarországon védett, természetvédelmi értéke 10 000 Ft.

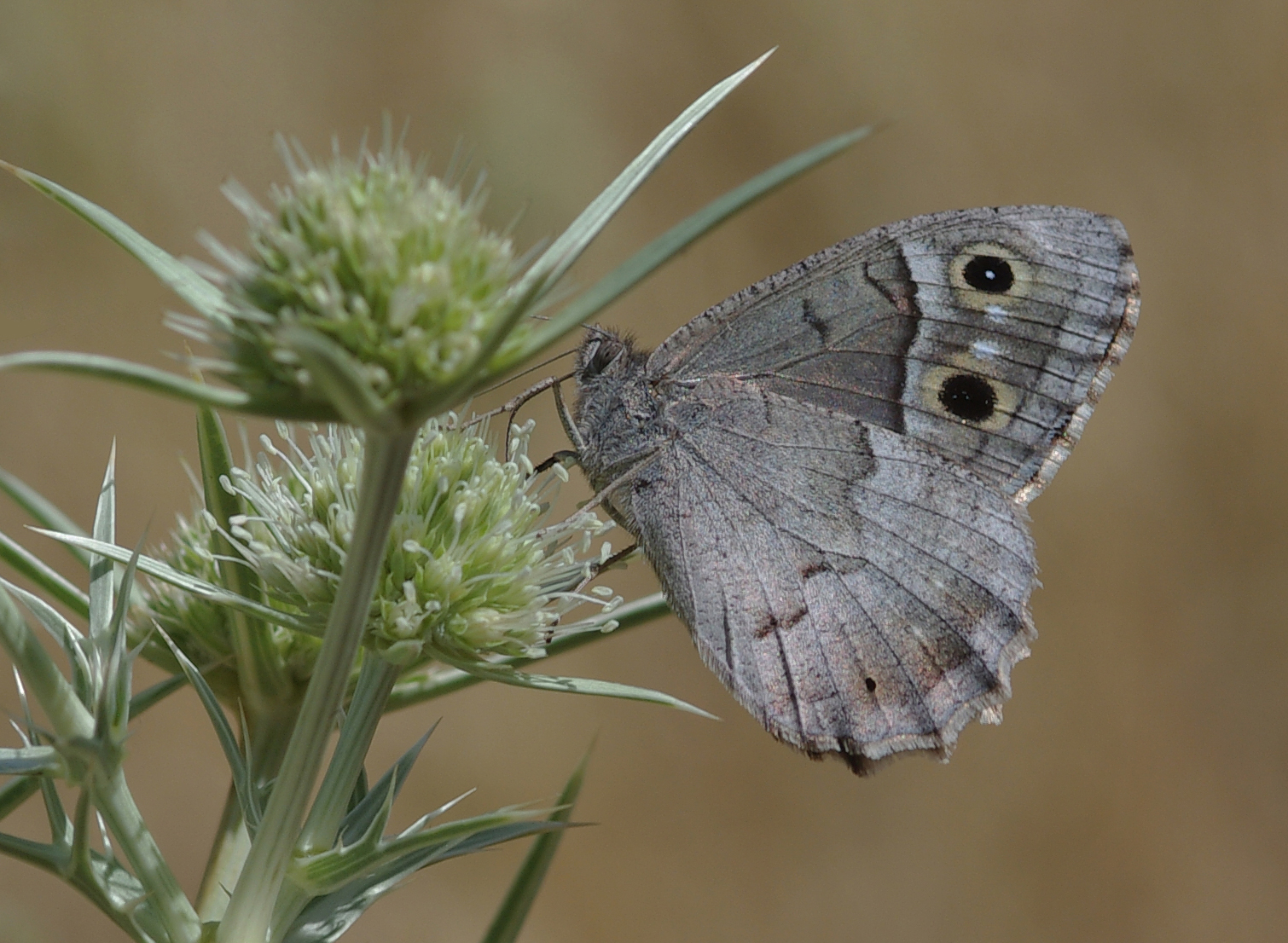
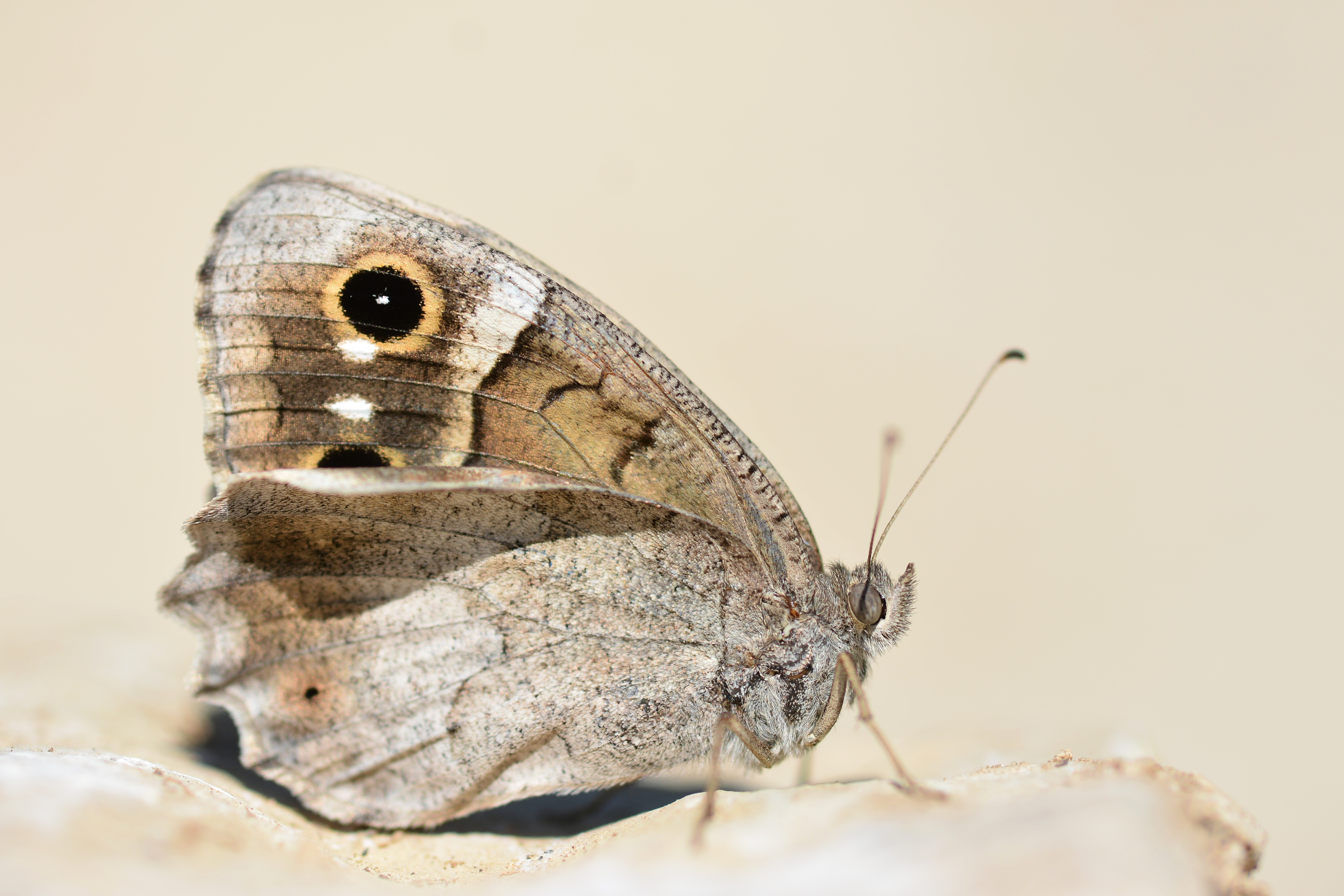
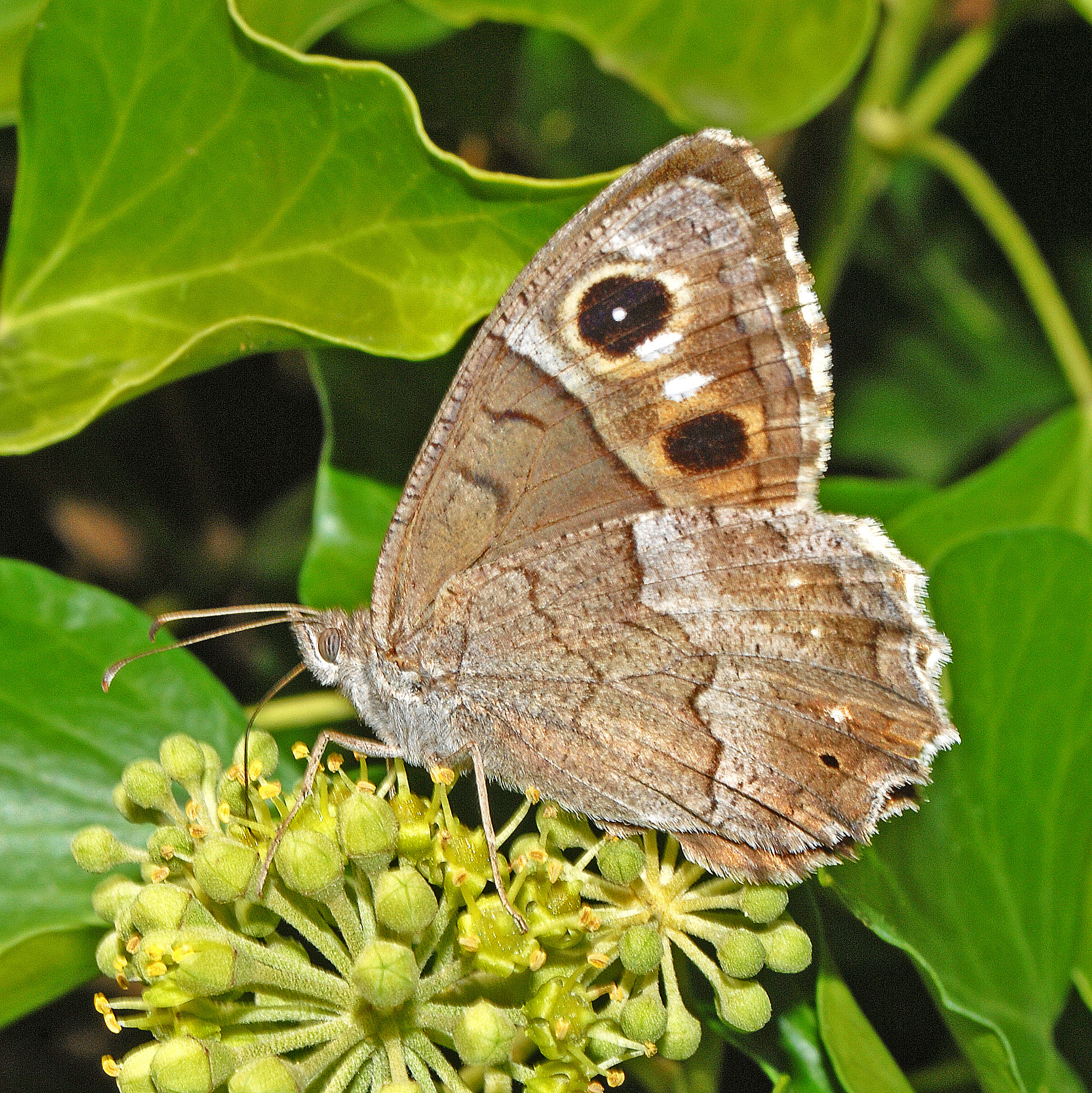
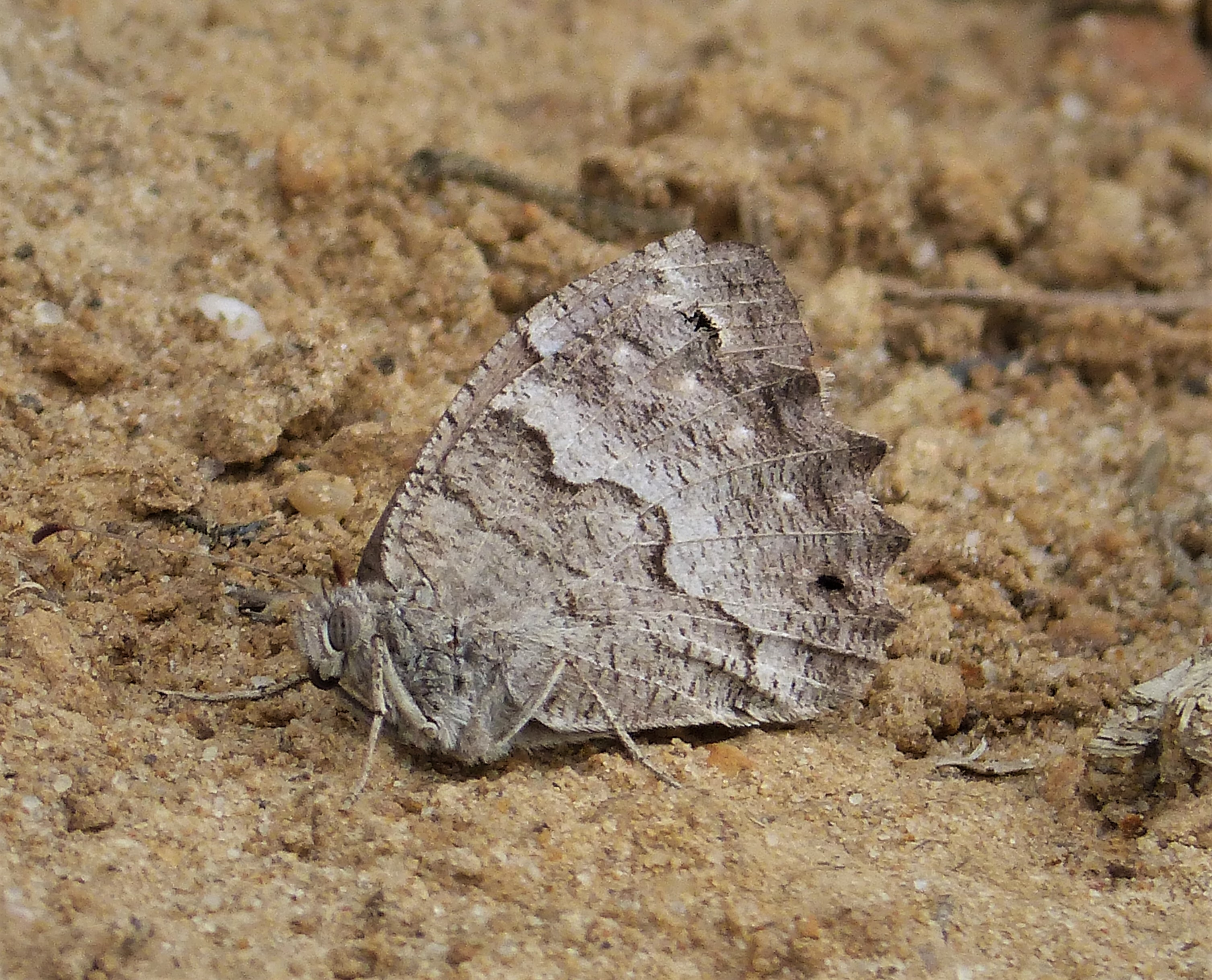